# Henry Cabot Lodge
Henry Cabot Lodge (Boston, Massachusetts; 12 de mayo de 1850-Cambridge, 9 de noviembre de 1924) fue un estadista estadounidense, un político republicano, y un notable historiador de Massachusetts. Aunque el título no es oficial, es considerado uno de los primeros líderes de la mayoría y fue el primer líder republicano del Senado, mientras servía al mismo tiempo como Presidente de la Conferencia Republicana del Senado. Es conocido por sus posiciones en política exterior, especialmente su batalla con el presidente Woodrow Wilson en 1919 en relación con el Tratado de Versalles, que el Senado de Estados Unidos nunca ratificó.

## Biografía
Lodge, que siempre fue conocido como «Slim», nació en Boston, Massachusetts, hijo de John Ellerton Lodge y Anna Cabot. Su bisabuelo fue el senador George Cabot. Lodge creció en Beacon Hill después de pasar parte de su niñez en Nahant, Massachusetts, y fue primo del erudito estadounidense Charles Sanders Peirce.
En 1872, se graduó de la Universidad de Harvard, donde fue un miembro de la fraternidad Delta Kappa Epsilon, del club Porcellian y del club Hast Pudding. Después de viajar por Europa, Lodge regresó a Harvard donde se convirtió en el primer estudiante en graduarse con un doctorado en Ciencias Políticas. Su profesor y mentor durante sus estudios fue Henry Adams, con quien mantuvo una amistad de por vida. Lodge escribió su disertación sobre el antiguo origen germánico del gobierno anglosajón. Lodge sería un elocuente defensor de la superioridad de la raza anglosajona.
El 25 de junio de 1871, se casó con Anna «Nannie» Cabot Mills Davis, la hija del almirante Charles Henry Davis y nieta del senador Elijah Hunt Mills. La tía materna de su esposa se casó con el matemático Benjamin Peirce y fue la madre de Charles Sanders Peirce. Cabot y su esposa tuvieron tres hijos, Constance Davis Lodge (nacido el 6 de abril de 1872), el poeta notable George Cabot Lodge (nacido el 10 de octubre de 1873) y John Ellerton Lodge (nacido el 1 de agosto de 1876), un comisario de arte. También se graduó de la escuela de Leyes de Harvard en 1874. En 1880-1881, Lodge sirvió en la Casa de Representantes de Massachusetts. Lodge representó su estado de origen en la Cámara de Representantes de Estados Unidos desde 1887 hasta 1893 y en el Senado desde 1893 hasta 1924.
El 8 de noviembre de 1924, Lodge sufrió una apoplejía severa mientras se recuperaba en el hospital de una cirugía por cálculos biliares. Murió cuatro días después a los 74 años de edad. Fue enterrado en el Cementerio Mount Auburn en Cambridge, Massachusetts.

## Legado
El historiador George E. Mowry sostiene que:
Henry Cabot Lodge fue uno de los estadistas mejor informados de su época, fue un excelente parlamentario y aportó a las cuestiones exteriores una mente que era a la vez muy aguda y carente de gran parte de la cantinela moral tan típica de la época. ... [Sin embargo, Lodge nunca hizo las contribuciones que debería haber hecho, en gran parte debido a Lodge como persona. Era oportunista, egoísta, celoso, condescendiente, arrogante y nunca pudo resistirse a llamar «pala sucia» a la pala de su oponente. No es de extrañar que, salvo Roosevelt y Root, cayera mal a la mayoría de sus colegas de ambos partidos, y que muchos desconfiaran de él.
Lodge formó parte del Consejo de Regentes de la Smithsonian Institution durante muchos años. Su primer nombramiento fue en 1890, como miembro de la Cámara de Representantes, y ejerció hasta su elección como senador en 1893. Fue nombrado de nuevo miembro del Consejo en 1905 y ocupó el cargo hasta su muerte en 1924. Los demás Regentes consideraban a Lodge un «distinguido colega, cuyo vivo y constructivo interés por los asuntos de la Institución le llevó a poner sus amplios conocimientos y su gran experiencia a su servicio en todo momento».
El monte Lodge, también llamado Boundary Peak 166, situado en la frontera entre Canadá y Estados Unidos, en las montañas de Saint Elias, fue bautizado en 1908 con su nombre en reconocimiento a sus servicios como Comisionado de Fronteras de Estados Unidos en 1903.
Lodge fue representado por Sir Cedric Hardwicke en la película de Darryl Zanuck de 1944 Wilson, una biografía del Presidente Wilson.